# Vijfheerenlanden (commune)
Vijfheerenlanden est une commune des Pays-Bas, située dans la province d'Utrecht, entre Utrecht et Gorinchem. Le chef-lieu de la commune est établi à Meerkerk.
La commune a été créée en 1er janvier 2019 ; elle est issue de la fusion des communes de Leerdam, Vianen et Zederik.
La commune de Vijfheerenlanden correspond à peu près à la région de Vijfheerenlanden.

## Lien externe

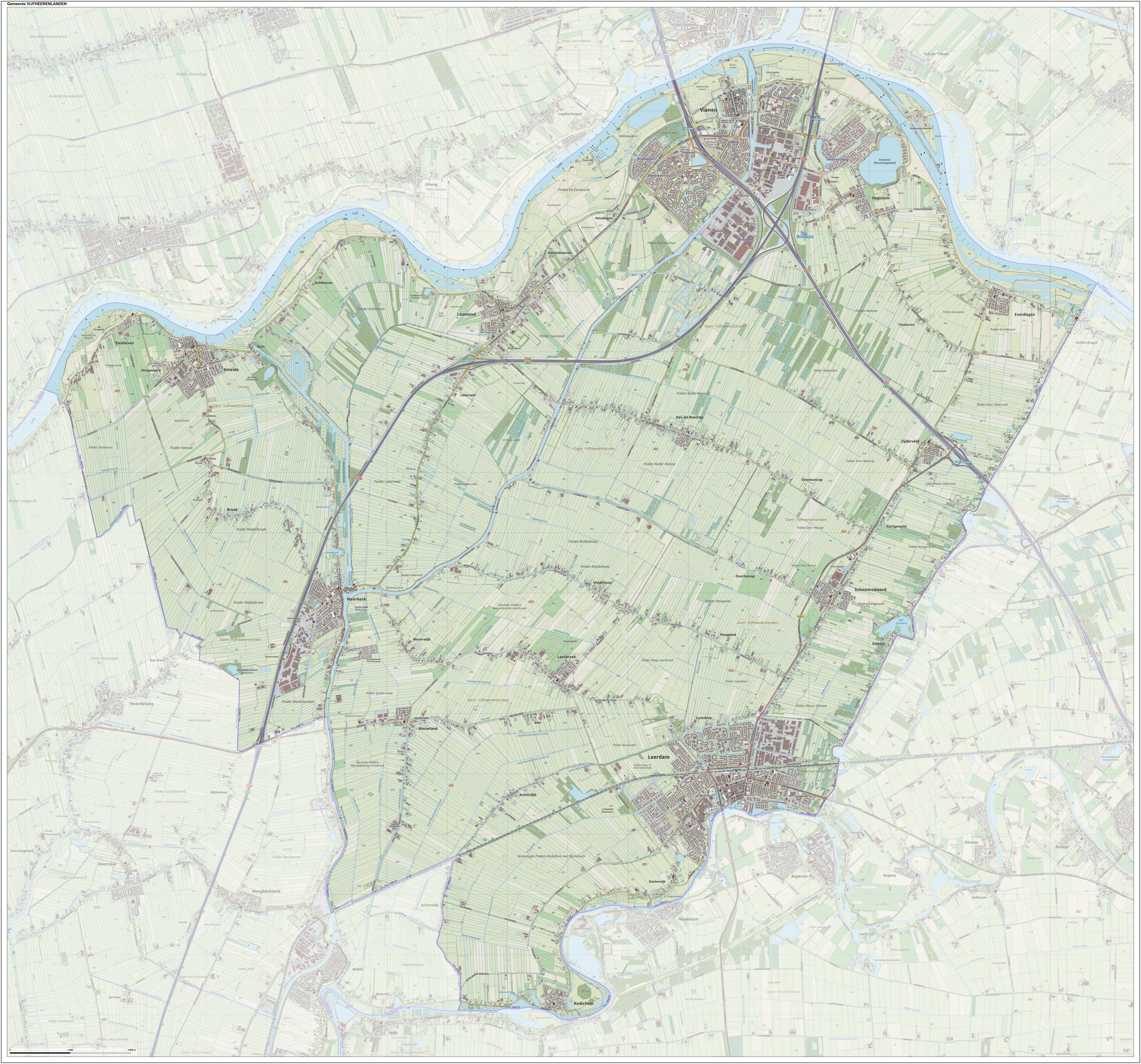
Plan détaillé de la commune de Vijfheerenlanden

## Géographie

### Communes limitrophes
| Lopik                               | IJsselstein, Nieuwegein | Houten                 |
| Molenlanden ( Hollande-Méridionale) | Vijfheerenlanden        | Culemborg ( Gueldre)   |
|                                     |                         | West Betuwe ( Gueldre) |